# Projektkostenrechnung
Eine Projektkostenrechnung ist eine besondere Form der Kostenrechnung und ein Instrument des Projektmanagements.

## Projektkostenrechnung im Kontext des Projektmanagements
Kostenmanagement ist eines der Felder, mit denen sich das Projektmanagement beschäftigt. Hierzu sind im Rahmen der Projektplanung die Projektkosten zu schätzen und in Form von Budgets zu planen. Die Einhaltung dieser Budgets ist im Rahmen der Projektdurchführung und -kontrolle nachzuhalten.
Hierzu bedarf es der Projektkostenrechnung, die die notwendigen Steuerungsinformationen bereitstellt. Die Projektkostenrechnung muss zeitnah Informationen über die Ist-Kosten des Projektes sowie des Projektportfolios der Organisation bereitstellen.

## Projektkostenrechnung im Kontext der Kostenrechnung
Die Projektkostenrechnung erfolgt in der Regel auf Basis einzelner Arbeitspakete, deren Kosten zeit- und sachbezogen in abgegrenzten Projektkonten geplant und abgerechnet werden. Für einmalige, meist organisationsübergreifend erbrachte Leistungen oder für Aufwendungen in komplexen Ingenieur- und Bauvorhaben werden eigene Kostenträger in Form von Projektkonten definiert. Projekte können von internen sowie auch externen Kunden begleitet werden. Generell unterliegen sie einem größeren Aufwand an Ressourcen und zeichnen sich durch einen fest definierten Anfangs- und Endtermin aus. Zudem liegt ihnen oft ein einzeln gezieltes Interesse i. S. eines Einzelkostenausweises zugrunde.

## Behandlung der Projektkostenrechnung in der Bilanzierung
Die Behandlung der durch die Projektkostenrechnung festgestellten Projektkosten in der Bilanzierung ist unterschiedlich. Während es nach den Rechnungslegungsvorschriften des HGB ein Aktivierungswahlrecht selbsterzeugter immaterieller Vermögensgegenstände gibt, können die Projektkosten daher sofort ertragswirksam gebucht oder aktiviert werden. Nach den IFRS (genauer: IAS 32) ist die Aktivierung der selbstgeschaffenen immateriellen Vermögensgegenstände Pflicht, sobald die Voraussetzungen erfüllt sind.